# Ольшево (гміна Бранськ)
Ольшево (пол. Olszewo) — село в Польщі, у гміні Бранськ Більського повіту Підляського воєводства.
Населення — 63 особи (2011).
У 1975-1998 роках село належало до Білостоцького воєводства.

## Демографія
Демографічна структура станом на 31 березня 2011 року:
|          | Загалом | Допрацездатний вік | Працездатний вік | Постпрацездатний вік |
| -------- | ------- | ------------------ | ---------------- | -------------------- |
| Чоловіки | 33      | 4                  | 25               | 4                    |
| Жінки    | 30      | 4                  | 18               | 8                    |
| Разом    | 63      | 8                  | 43               | 12                   |